# Гиперкаталектика
Гиперкатале́ктика (от др.-греч. ὑπερκατάληκτος, содержащий лишнее количество слогов) — в метрическом и силлабо-тоническом стихосложении, понятие окончания стиха стопой, в состав которой включён дополнительный слог. Например, гиперкаталектический дактилический диметр, —UU | —UU—, где второй дактиль увеличен на один долгий слог (—UU → —UU—). Понятие гиперкаталектики в известной мере условно, так как гиперкаталектический стих в большей степени принято рассматривать как каталектический большего размера, например, гиперкаталектический дактилический диметр как каталектический дактилический триметр, —UU | —UU | —.